# Berliner Brücke (Halle)
Die Berliner Brücke ist eine Straßenbrücke über die Bahngleise etwa 1500 m nördlich des Hauptbahnhofs in Halle (Saale).

## Geschichte

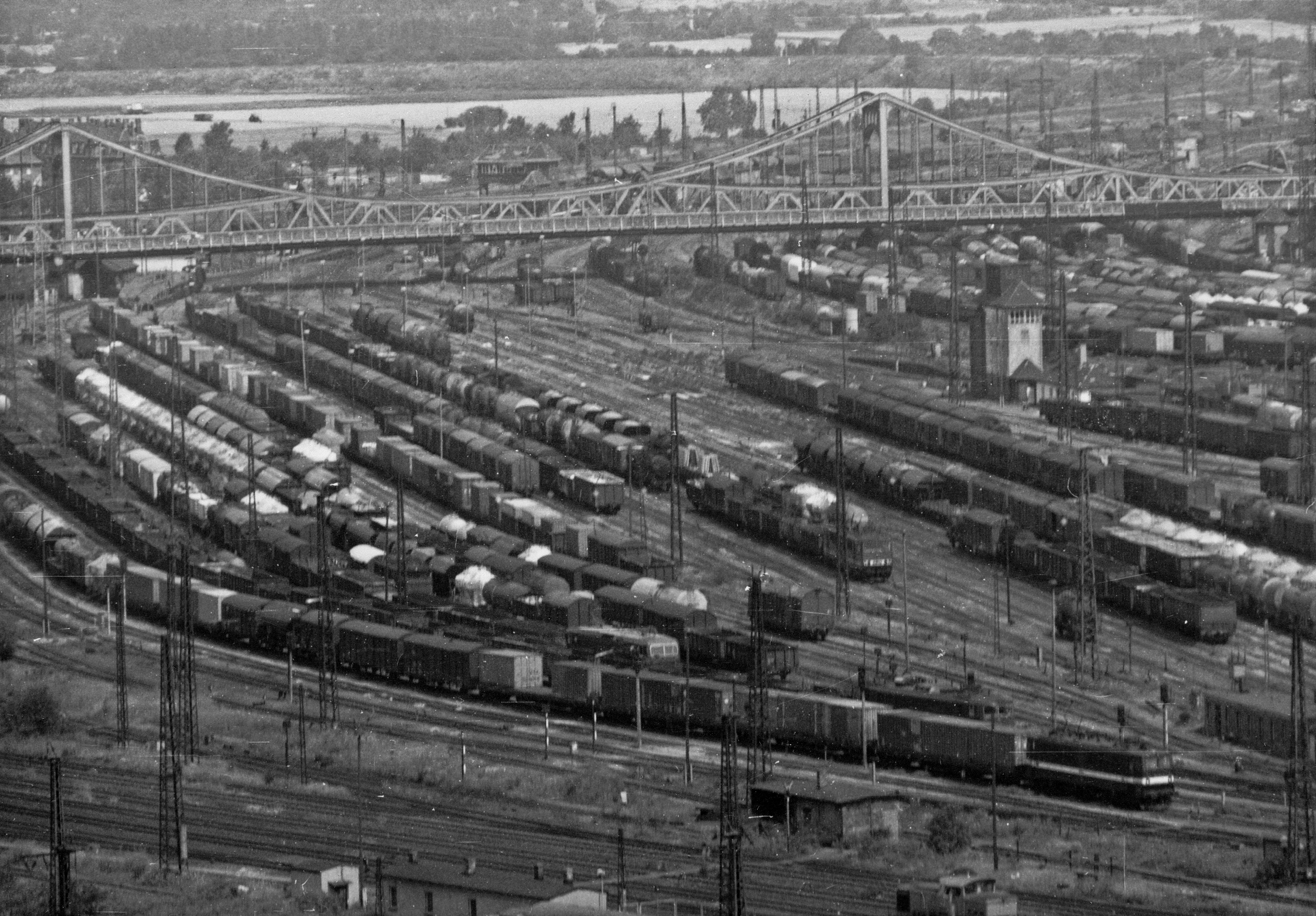
Güterbahnhof Halle mit der Berliner Brücke im Hintergrund, Juli 1985

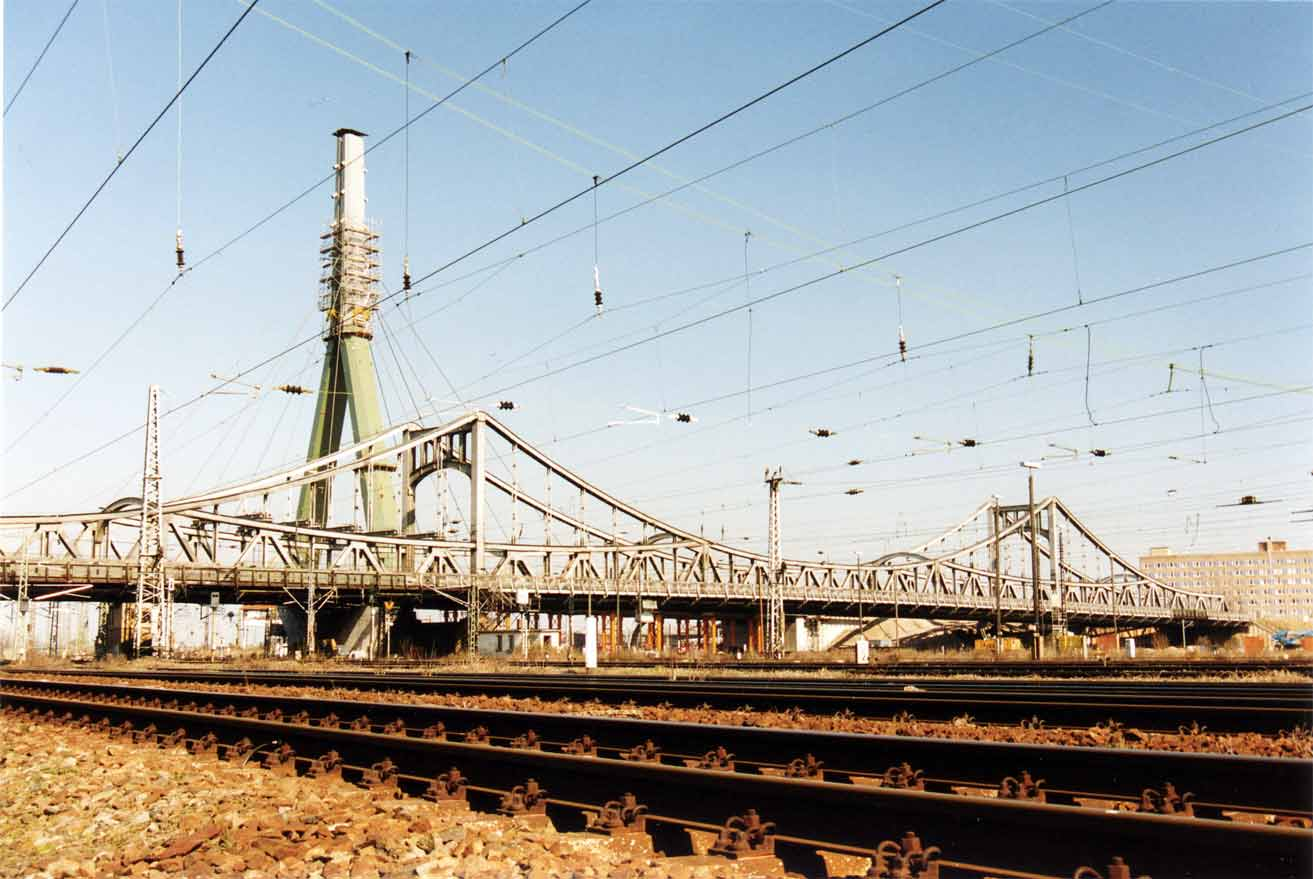
Berliner Brücke, Altbau im Vordergrund, Bauzustand Mai 2005

Die Brücke wurde 1914 bis 1916 mit Hilfe von französischen Kriegsgefangenen erbaut und erhielt nach ihrer Fertigstellung den Namen Hindenburgbrücke. Sie wurde nach 1945 umbenannt in Berliner Brücke und stand bis zu ihrem Abriss unter Denkmalschutz. Konstruiert und entwickelt wurde die Dreifeldbrücke, eine genietete Stahlfachwerkkonstruktion, von R. Jung und Th. Siemers. Sie überspannte mit Stützweiten von 125 Metern im Mittelfeld und 75 Metern in den Endfeldern, mit einer Gesamtlänge von 275 Metern den Güterbahnhof Halle (Saale) sowie die vom Hauptbahnhof nach Norden führenden Streckengleise. Obwohl einer Hängebrücke ähnlich, entsprach die Zügelgurtkonstruktion statisch dem Prinzip von Auslegerträgern. Zunächst war sie hellrot lackiert, später erhielt sie eine hellgraue Lackierung, die immermal wieder aufgefrischt wurde.
Die Brücke wurde von Kraftfahrzeugen, zweigleisig von der Straßenbahn und von Fußgängern genutzt.
Die alte Brücke wurde bis Ende September 2006 nach Inbetriebnahme eines Ersatzneubaus abgerissen. Ein Erhalt der Brücke hätte den Gutachtern zufolge Kosten von weit über 10 Millionen Euro verursacht und ihre Lebensdauer um nur wenige Jahrzehnte verlängert. Der rasche Verfall der Brücke wurde begünstigt durch schwere Korrosionsschäden, verursacht durch Rauch und Abgase der unter der Brücke hindurch fahrenden Dampf- und Diesellokomotiven. Einen ebenfalls nicht unerheblichen Teil der Schäden verursachten Schwefelgase des über viele Jahrzehnte in der Nachbarschaft arbeitenden Heizkraftwerkes. Ein Neubau wurde aus Sicht der hallischen Stadtplaner notwendig, weil die Standsicherheit – selbst mit seit einigen Jahren reduzierter Traglast – trotz mehrerer Sanierungs- und zusätzlichen Sicherungsmaßnahmen immer nur kurzfristig gewährleistet werden konnte. Die Brücke war aus diesen Gründen seit mehreren Jahren nur noch eingeschränkt nutzbar. Seit 1992 gab es bereits regelmäßige Einschränkungen für den Fahrzeug- und Straßenbahnverkehr. Seit Februar 1999 durfte die Brücke nur noch mit Fahrzeugen mit einer Gesamtlast bis 7,5 Tonnen befahren werden. Eine Ausnahme bildeten hier lediglich die Busse des öffentlichen Personennahverkehrs. Der Straßenbahnbetrieb wurde in diesem Jahr ebenfalls eingestellt.
Am 21. Juni 2000 beschloss der hallische Stadtrat die Errichtung eines Ersatzneubaus. Am Samstag, dem 3. Juni 2006 wurde der noch stehende Brückenträger auf einem Tieflader abgelegt und zur Demontage abtransportiert. Die gesamte Brücke (etwa 4000 Tonnen Stahl) wurde verschrottet. Auch eine Bürgerinitiative zur Erhaltung der Berliner Brücke konnte deren Abriss nicht verhindern.

## Neubau

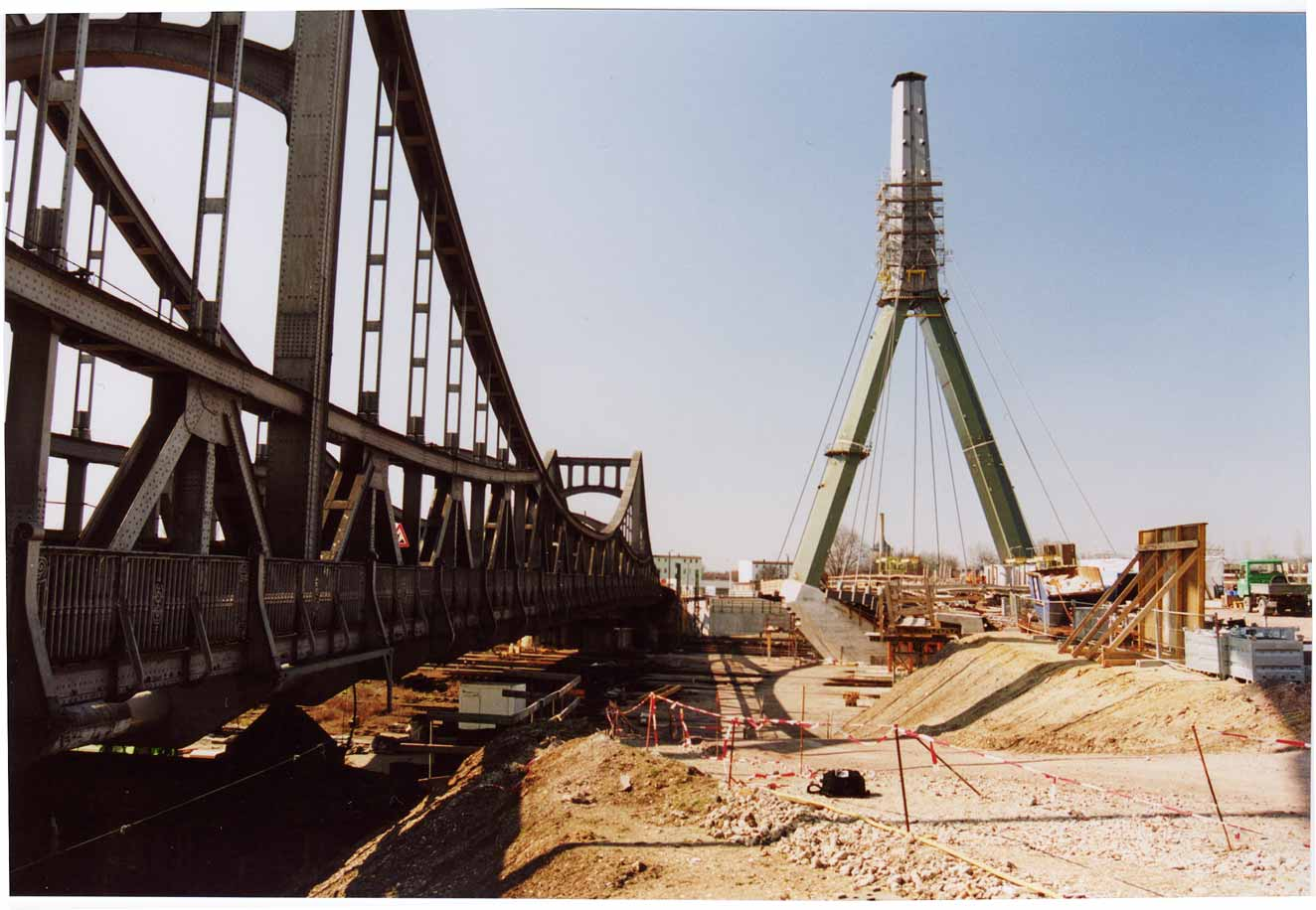
Baustellenansicht im April 2005

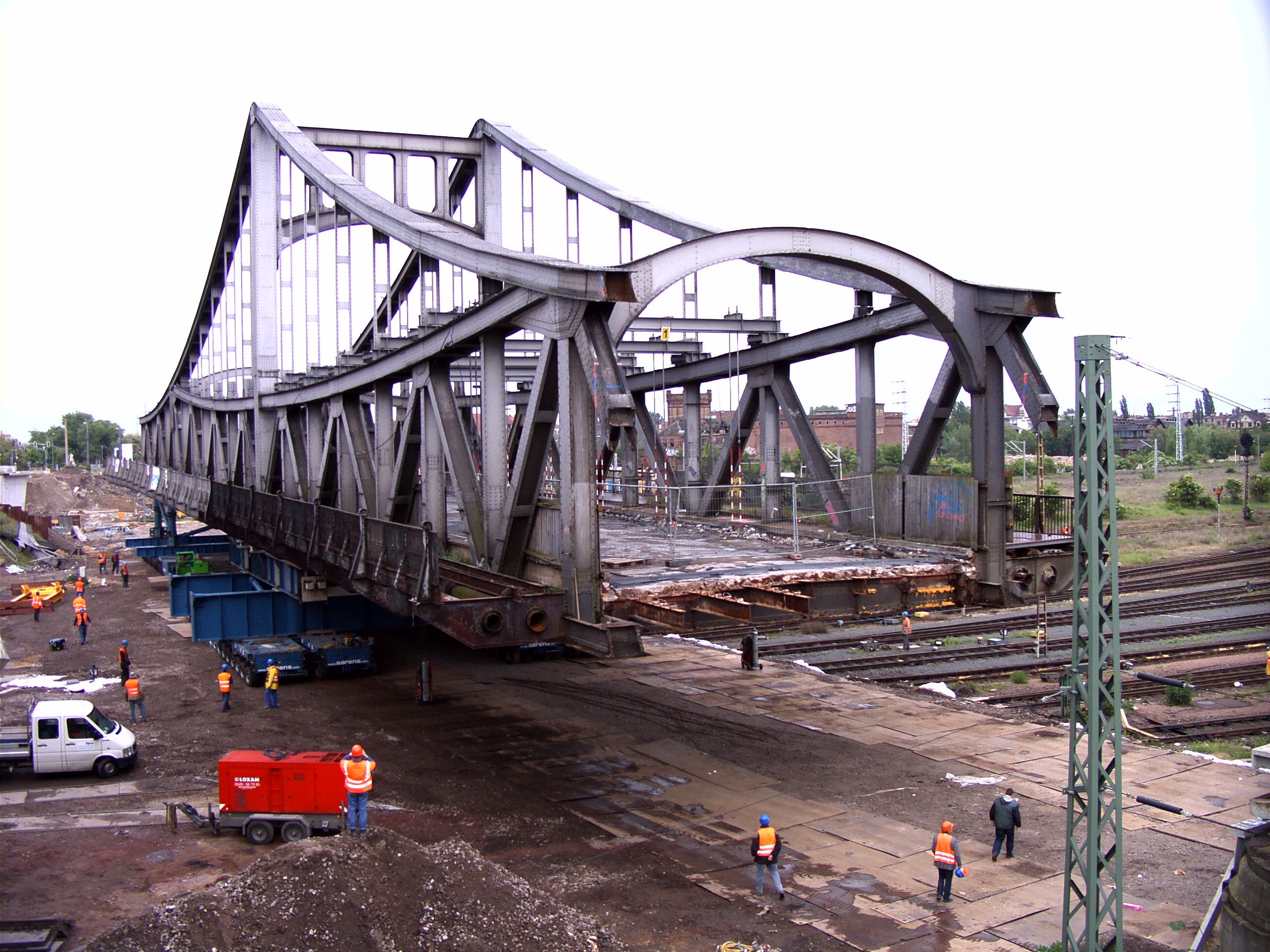
Juni 2006 – das letzte Brückenstück verschwindet.

Von 2004 bis Ende 2005 wurde die Brücke als Neubau errichtet. Am 11. Januar 2006 wurde die neue Berliner Brücke eingeweiht. Geplant und gestaltet wurde der Brückenneubau vom Ingenieurbüro Grassl aus Magdeburg in Zusammenarbeit mit dem Architekten Uwe Graul aus Halle. Die Bauausführung erfolgte durch die Firmen Ed. Züblin AG und Hall-Bau, in deren Auftrag die Stahlbauarbeiten durch die Firma Donges ausgeführt wurden.
Das mit ursprünglich 28 Millionen Euro geplante, schließlich 42 Millionen Euro teure Verkehrsbauwerk überbrückt mit einer Gesamtstützweite von 171 Metern die Gleisanlagen. Die im Grundriss gekrümmte Schrägseilbrücke wird von einem zentralen, 73 Meter hohen und 650 Tonnen schweren Stahl-Pylon über 24 Seile getragen. Erstmals in Deutschland wurde die Stahlverbundbauweise für eine Schrägseilbrücke dieser Größe eingesetzt. Die Spannweite konnte im Vergleich zum Vorgängerbau reduziert werden, da die Gleisanlagen des Güterbahnhofs nur noch eingeschränkt genutzt werden. Als Teil der östlichen Brückenzufahrt wurde auf dem früheren Gleisfeld ein Erdwall aufgeschüttet.
Die Brücke erhielt im Jahr 2006 den Ingenieurpreis von Sachsen-Anhalt als Deutschlands erste Schrägseilverbundbrücke.